# Jacques Cassini
Jacques Cassini (18. listopadu 1677 – 15. dubna 1756, Thury) byl francouzský astronom italského původu, který se zabýval studiem komet, planet a jejich měsíců. Byl synem italského astronoma Giovanniho Domenica Cassiniho.
V roce 1716 publikoval první astronomickou tabulku měsíců planety Saturn.